# Parapithecus
Parapithecus es un género extinto de primate que vivía en Egipto en el Oligoceno. Contiene dos especies conocidas:
- †Parapithecus fraasi (Schlosser, 1910)
- †Parapithecus grangeri (Simons, 1974)